# Göta (1684)
Göta, officiellt HM Skepp Göta, var ett linjeskepp i svenska Kungliga flottan. Göta byggdes på Kalmar amiralitetsvarv under ledning av skeppsbyggaren Gunnar Roth och sjösattes 1684. Hennes bestyckning utgjordes av 80 kanoner av olika kalibrar.
I samband med att amiralsskeppet Konung Karl byggdes 1694, fick flera svenska linjeskepp byta namn. Ett av dessa var Göta, som samma år döptes om till Prins Karl. Med detta namn deltog hon i det svenska fälttåget mot Danmark-Norge sommaren 1700, som resulterade i den framgångsrika landstigningen vid Humlebæk, och Danmarks tillfälliga utträde ur Stora Nordiska kriget. Hon deltog även i slaget vid Köge bukt i september 1710. Efter krigsslutet 1721 utrangerades Prins Karl och 1724 sänktes hon norr om bastionen Kungshall utanför Karlskrona.